# 张夫人 (李克用)
張夫人（?—?），唐朝末年女性，先嫁李匡筹，再嫁李克用。
張氏长得非常美丽，有国色，嫁给了幽州兵马留后、检校司徒李匡筹。景福二年（893年），河东节度使李克用攻打成德节度使王镕，李匡筹的哥哥卢龙节度使李匡威准备率军往救。送他出征的家宴上，李匡威乘酒醉，奸淫了张氏，李匡筹怀恨在心。三月，李匡威出兵在外，李匡筹夺取军府，自称留后。乾宁元年（894年）正月，李匡筹被唐昭宗任命为检校太保、幽州大都督府长史、卢龙军节度使。十二月，李克用攻下幽州，李匡筹逃到沧州，被义昌军节度使卢彦威杀死。张夫人因哺乳未能逃脱，刘仁恭将她俘虏后献给李克用，被李克用纳为宠姬。后立为夫人，史称張夫人姿色绝代，嬖宠专房。当时李克用姬侍盈室，其他人很少得到进御，只有李存勖的母亲曹氏恩顾不衰。
《北梦琐言》作张氏被李匡威强暴当夜李匡筹按剑等候，等张氏出步辇就杀了她。这与她后来的经历矛盾。